# 増毛町立増毛小学校
増毛町立増毛小学校（ましけちょうりつ ましけしょうがっこう）は、北海道増毛郡増毛町南暑寒町2丁目38にある公立の小学校である。

## 沿革
- 1878年（明治11年）11月：弁天社山の上に増毛教育所として発足[1]。
- 1880年（明治13年）6月：増毛学校と改称[1]。
- 1883年（明治16年）：稲葉町3〜4丁目に移転[1]。
- 1886年（明治19年）：小学校令により増毛小学校となる[1]。
- 1893年（明治26年）10月：弁天町4丁目に校舎を新築して移転[1]。
- 1897年（明治30年）：増毛尋常高等小学校と改称[1]。
- 1936年（昭和11年）11月：見晴町205-1に校舎を新築して移転[1]。
- 1940年（昭和15年）：実科高等女学校を併置[1]。
- 1941年（昭和16年）4月1日：国民学校令により増毛国民学校となる[1]。
- 1947年（昭和22年）4月1日：新学制により増毛町立増毛小学校となる[1]。
- 2012年（平成24年）4月1日：閉校した北海道増毛高等学校の校舎に移転[2]。

## 旧校舎
増毛小学校の旧校舎は1936年（昭和11年）11月に84800円をかけて建築されたもので、2012年（平成24年）3月まで使用されていた、現存する北海道最古にして最大の木造校舎である。2001年（平成13年）10月には「増毛小学校と駅前の歴史的建造物」として北海道遺産に選定されている。
通常は非公開で、大きなイベントのときにだけ一般公開される。
改修には多額の費用を要するため、閉校以来大掛かりな工事は行われていなかったが、増毛町が2016年度のふるさと納税の用途指定項目に「旧増毛小の保存・活用に関する事業」を追加したところ、目標の3000万円を大きく超える4200万円が集まった。2017年には、そのうち2900万円を費やして体育館などの屋根を張り替え、煙突7本を撤去する工事が行われた。